# Алоизиус Винсент
Алоизиус Винсент (англ. Aloysius Vincent; 14 июня 1928 — 25 февраля 2015) — индийский кинооператор и режиссёр. За свою карьеру был оператором порядка 80 и постановщиком 30 кинокартин, большая часть из которых была на малаялам, а остальные на телугу, хинди и тамильском языке. Лауреат Filmfare Award за лучшую операторскую работу.

## Биография
Родился 14 июня 1928 года в Каликуте, в то время входившем в Мадрасское президентство.
В 20 лет приехал в Мадрас и устроился помощником оператора на Gemini Studios.
Работу кинооператора впервые получил в фильме на телугу Chandirani 1953 года, где он помогал П. Н. Селвараджу.
В нём он был замечен актрисой Бханумати. Она познакомила его со своим мужем — кинематографистом П. Рамакришной, который взял Винсента в свой следующий фильм Bratuku Teruvu. Затем последовал Neelakuyil на малаялам, где Винсент использовал естественные цвета декораций, хотя фильм снимался на чёрно-белой плёнке.
Первым фильмом Винсента на тамильском языке был Uthama Puthiran (1958) с Шиваджи Ганешаном в двойной роли.
Следующий фильм Kalyana Parisu стал кассовым хитом и положил начало плодотворному дуэту с режиссёром Шридхаром. Они работали вместе вплоть до выхода романтической комедии Kadhalikka Neramillai (1964), после чего Винсент ушёл в «свободное плаванье».
В том же году он дебютировал как режиссёр с фильмом Bhargavi Nilayam, известным как первый триллер на малаялам.
Всего за свою режиссёрскую карьеру Винсент снял около 30 фильмов.
Среди них Murrapennu (1965), Nagarame Nandi (1967), Asuravithu (1968) и Thulabharam (1969).
Murrapennu завоевал Национальную кинопремию как третий лучший фильм на малаялам,
Thulabharam — как второй лучший фильм,
а Nadhi (1969) принёс Винсенту Кинопремию штата Керала.
Его последними режиссёрскими работами стали Pournami Raavil 3D (1985) и Kochu Themmadi (1986).
Как оператор Винсент доминировал в тамильском кинематографе 1950-х и был востребован в индустриях кино на телугу и хинди.
В число его работ на южно-индийских языках входят Nenjil Or Aalayam (1961), Then Nilavu (1961), Sumaithaangi (1962), Enga Veettu Pillai (1965), Bhaktha Prahlada (1967), Adimai Penn (1969), Vasantha Maligai (1973), Adavi Ramudu (1977), Alludugaru (1990), Allari Priyudu (1993), Major Chandrakanth (1993), Bobbili Simham (1994).
В болливуде он был оператором таких фильмов как Dil Ek Mandir (1963), Meherban (1967), Madhavi (1970), Bandish (1981) и Mahaan (1982).
А картина «Город любви» принесла ему Filmfare Award за лучшую операторскую работу в 1975 году.
Последний фильм, в съёмках которого он принимал участие, — телугуязычный Annamayya (1997).
А. Винсент скончался в Ченнаи 25 февраля 2015 года после продолжительной болезни. У него остались жена Маргерит, сыновья-операторы — Джаянан Винсент и Аджаян Винсент, и дочери Сумитра и Снехалата.